# Sound Riot Records
Sound Riot Records je původně gramofonová společnost založená v březnu 1994 v Brazílii Louisem a Gilsonem Rodriguesovými. Ve stejném roce se stala i distributorem pro nahrávací společnosti v Evropě. V roce 1995 přišla myšlenka na spuštění vlastní nahrávací společnosti, v březnu příštího roku přišlo debutové album. V roce 1999 se společnost rozhodla přestěhovat do Evropy a od té doby sídlí v Portugalsku. Sound Riot Records se specializuje především na nahrávky metalových kapel.

## Umělci
- Burialmound
- Chain Collector
- Demon Child
- Excalion
- Frostmoon
- Ghost Machinery
- Grand Alchemist
- Grayscale
- Holocaust
- Inborn Suffering
- Incinerator
- Infernum
- Madog
- Nightside
- Requiem
- Rupture Christ
- Satans Blood
- Shadow Season
- Svartsyn
- Tristwood
- Unchained
- Vicious
- VII Gates
- Wish